# Српска православна црква Вазнесења Христовог у Ади
Српска православна црква Вазнесења Христовог у Ади је саграђена 1926. године и представља непокретно културно добро као споменик културе од великог значаја.

## Историјат и архитектура цркве
Православна црква у Ади је саграђена на месту старијег храма посвећеног Благовештењу из 1760. године, која је страдала у пожару за време револуције 1848. године. Изведена је према пројекту Даке Поповића, под утицајем српске средњовековне архитектуре, као петокуполна грађевина монументалних пропорција. Наглашена тежња ка висини постигнута је степенастим уздизањем двоструких сводова, завршених на врху највишом, централном куполом.
Репрезентативност унутрашњег простора истакнута је живописом Жарка Милинова, израђеним по узору на опленачки мозаик. Из старије црквене грађевине преузете су иконе са барокног иконостаса, који је изрезбарио Јован Ситкеи, а позлатио Никола Димшић, и укомпоноване у нову, знатно нижу олтарску преграду. Осликао их је Новак Радоњић, између 1867. и 1869. године у техници уља на платну. Он је аутор и сликане декорације на Богородичином и Владичином трону. Као један од најзначајнијих представника романтизма, Радоњић је у Ади остварио своју најобимнију религиозну целину изузетног сликарског квалитета, од велике важности за изучавање епохе историцизма и националног заноса у српском сликарству.
Конзерваторски радови изведени су 1966. и 2002. године.

## Галерија
- Иконостас цркве
- Купола цркве изнутра
- Унутрашњост цркве